# Lucio Nonio Asprenate (console 6)
Lucio Nonio Asprenate (in latino: Lucius Nonius Asprenas; 30 a.C. circa – dopo il 24) è stato un politico, militare e senatore romano, console dell'Impero romano.

## Biografia

### Origini e legami familiari
Discendente della gens Nonia, famiglia del Piceno salita alla ribalta negli anni del triumvirato e poi sotto Augusto, nonno di Asprenate fu l'omonimo Lucio Nonio Asprenate, proconsole cesariano d'Africa nel 46 a.C. posto al comando della città di Tapso, comandante della cavalleria cesariana, forse come legato, in Spagna nel 45 a.C., e console suffetto nel 36 a.C.
I legami formati da quest'ultimo furono davvero notevoli. Da un lato, la figlia Nonia Polla sposò Lucio Volusio Saturnino, ricco console suffetto del 12 a.C. e probabilmente cugino di Tiberio e Druso maggiore: loro figli furono il console suffetto del 3, Lucio Volusio Saturnino, e una figlia che, sposata con Marco Lollio (figlio dell'omonimo console ordinario del 21 a.C.), generò Lollia Paolina, terza moglie di Caligola, e Lollia Saturnina, moglie di Decimo Valerio Asiatico console suffetto nel 35 e ordinario per la seconda volta nel 46. Dall'altro lato, il figlio Lucio Nonio Asprenate, grande amico di Augusto, sposò Quintilia, sorella dello sfortunato console del 13 a.C. (e marito della pronipote di Augusto Claudia Pulcra) Publio Quintilio Varo, e della Quintilia che sposò il nipote di Augusto e console ordinario del 29 a.C. Sesto Appuleio: Asprenate padre e Quintilia ebbero come figli Lucio Nonio Asprenate e Sesto Nonio Quintiliano, console ordinario dell'8 che sposò la figlia del console del 32 a.C., Gaio Sosio, ed ebbe due figli, tra cui il console suffetto del 38 Sesto Nonio Quintiliano.

### Carriera
Tribuno militare in Giudea nel 4 a.C. sotto lo zio Varo, Asprenate divenne poi console suffetto nel 6 d.C., sostituendo a luglio Lucio Arrunzio e affiancando Marco Emilio Lepido.
Sempre grazie ai favori di suo zio Varo, Asprenate ebbe poi il comando in Germania, nel 7, delle legioni I Germanica e V Alaudae: quando, nel 9, lo zio Varo fu sconfitto nella foresta di Teutoburgo con le sue tre legioni XVII, XVIII e XIX dalle tribù germaniche guidate dal principe dei Cherusci, Arminio, Asprenate riuscì con le due legioni poste sotto il suo comando a Castra Vetera a bloccare sul nascere ogni possibile invasione della Gallia da parte dei rivoltosi germanici. Più tardi, però, fu accusato di essersi arricchito in seguito alla sconfitta di Teutoburgo, grazie agli averi dei caduti in battaglia. Secondo Cassio Dione, Asprenate si affrettò a portare in salvo, subito dopo la sconfitta di Varo, le forze lasciate a guardia della fortezza di Aliso.
Dal 12 al 15 (o dal 13 al 16 d.C.) Asprenate divenne proconsole della provincia di Africa. Durante il suo proconsolato, fu accusato invano da Tiberio di essere coinvolto negli eventi che riguardano l'assassinio di Sempronio Gracco nel 14 d.C.. Tra il 15/16 e il 24 (forse nel 23/24), Asprenate venne poi posto a capo dei curatores locorum publicorum iudicandorum, che si occupavano della costruzione degli edifici pubblici di Roma. Nel 20 partecipò alla riunione del Senato in cui fu stilato il senatoconsulto relativo alla condanna di Gneo Calpurnio Pisone: fu proprio Asprenate a ricordare al consesso di inserire tra i beneficiari del provvedimento e degli onori da dedicare a Germanico il fratello di questo, Claudio, prima trascurato ed evidentemente amicus di Asprenate. Fece parte del collegio dei septemviri epulonum, e fu quattuorvir quinquennalis della città di Falerii, dove eresse a sue spese un grande edificio.
Forse è da identificare con il console del 6 il Lucio Asprenate inserito da Seneca il Vecchio tra i declamatori la cui fama scomparve con loro stessi.

### Matrimonio e discendenza
La moglie di Asprenate rimane, invece, oggetto di speculazioni. Tradizionalmente, la donna era ritenuta una Calpurnia, figlia di Lucio Calpurnio Pisone il Pontefice, console ordinario del 15 a.C. e grande amico di Tiberio, dalla quale, secondo un'iscrizione ben conservata, il console del 6 avrebbe avuto come figli Lucio Nonio Asprenate, console suffetto nel 29, Asprenate Calpurnio Serrano (ritenuto identico al console ordinario del 38 Publio Nonio Asprenate) e Nonio Asprenate Calpurnio Torquato; tuttavia, la recente scoperta del senatus consultum de Cn. Pisone patre, che menziona una Calpurnia prima ignota, ha portato gli editori dell'iscrizione Werner Eck, Antonio Caballos e Fernando Fernández a ipotizzare che la donna fosse nipote di Gneo Calpurnio Pisone padre e figlia di Gneo (poi divenuto Lucio) Calpurnio Pisone, console ordinario del 27, e che avesse quindi sposato non il console del 6 - che avrebbe quindi avuto Lucio e il console del 38 Publio da una donna ignota -, ma il figlio Lucio Nonio Asprenate, console nel 29. La critica è ancora incerta sulla questione, ma l'ipotesi degli editori del senatus consultum di identificare in Calpurnia la nipote e non la figlia di Gneo Calpurnio Pisone padre non sembra aver incontrato l'approvazione diffusa degli studiosi.
A seconda delle ricostruzioni proposte, il figlio console del 29 Lucio Nonio Asprenate, in ogni caso padre di Lucio Nonio Calpurnio Asprenate console suffetto nel 71 o nel 72, sarebbe rispettivamente fratello o padre di Asprenate Calpurnio Serrano e Asprenate Calpurnio Torquato. Non è chiaro però il posto che avrebbero, nella ricostruzione di Eck, Caballos e Fernández, Publio Nonio Asprenate Cesio Cassiano, console suffetto nel 74 o 75, e di Asprenate (Torquato?), console attorno al 78 e padre di Lucio Nonio Calpurnio Torquato Asprenate, console ordinario del 94 e per la seconda volta nel 128: essi, secondo lo stemma tradizionale, sarebbero nipoti del console del 6.